# Universitat d'Uppsala
La Universitat d'Uppsala (Uppsala universitet en suec) és una universitat pública a Uppsala, Suècia. És la universitat més antiga d'Escandinàvia, va ser fundada el 1477 per iniciativa de l'arquebisbe d'Uppsala Jakob Ulfsson i del regent suec Sten Sture, amb una butlla del Papa Sixt IV.
Després d'un turbulent període que va seguir la reforma, amb períodes de virtual extinció, la universitat va prendre nous aires amb el ressorgiment de Suècia com a potència i com a estat luterà des del final del segle xvi i va obtenir una relativa estabilitat financera gràcies a la gran donació del Rei Gustau II Adolf al segle xvii. La universitat té nou facultats distribuïdes sobre tres grans àrees: àrea d'humanitats i ciències socials (amb 6 facultats), àrea de medicina i farmàcia (amb 2 facultats), i àrea d'enginyeria i ciències naturals (amb 1 facultat). Les facultats són:
- Àrea d'humanitats i ciències socials:[1]
  - Facultat de teologia.
  - Facultat de jurídiques.
  - Facultat d'història i filosofia.
  - Facultat de llengües.
  - Facultat de ciències socials.
  - Facultat d'educació.

- Àrea de medicina i farmàcia:[2]
  - Facultat de medicina.
  - Facultat de farmàcia.

- Àrea d'enginyeria i ciències naturals:
  - Facultat d'enginyeria i ciències naturals.

Actualment rep prop de 53.700 estudiants a nivell de pregrau o en programes de formació professional i prop de 2.400 estudiants de doctorat. Té 3.800 professors d'un total de 6.000 empleats. Dedica el 60% del seu pressupost als seus programes doctorals i a la investigació. Pertany al Grup Coïmbra d'universitats europees.
La gravadora de medalles Lea Ahlborn realitzà la medalla del jubileu de la Universitat d'Uppsala de 1877.